# Montserrat (prenom)
Montserrat o Maria de Montserrat és un prenom català.

## Origen i difusió
El nom de Montserrat prové de la paraula mont, muntanya, i serrat, cadena muntanyosa, en referència a la muntanya homònima, situada a la part central de Catalunya. Tant serrat com serralada provenen de serra (un seguit de muntanyes), i precisament aquesta paraula deriva del llatí serra, que és el nom de l'instrument per serrar (o xerrac), per la forma que tenen les muntanyes encadenades una al costat de l'altra, que fan pensar en dents de serra.
Com a advocació mariana, Montserrat o Maria de Montserrat, el prenom complet, és usat habitualment com a nom propi femení. Fins al segle xix, emperò, era emprat també com a nom propi masculí, i de fet, encara avui dia s'usa en alguns indrets, com ara Mallorca. Originalment, els prenoms derivats d'advocacions marianes completaven el nom de Maria (Maria de) fins que han pres significat per si mateixos, i, lògicament, són femenins.

## L'hipocorístic
L'abreviació tradicional catalana (per formar un hipocorístic) és l'escurçament per afèresi, és a dir, suprimint la primera síl·laba del prenom (o bé si el prenom és llarg, la primera i la segona). En el cas de Montserrat es pot dir Serrat, Rat, Rateta, Tat, Tóna. Tanmateix, per influència forastera també és habitual avui dia l'escurçament per apòcope, és a dir suprimint la darrera o les dues darreres síl·labes: Montse, Monse.
Era el segon prenom a Catalunya a l'1 de gener del 2007 amb 89.178 persones.

## Onomàstica
- 27 d'abril: la Mare de Déu de Montserrat, patrona de Catalunya

## Personatges famosos
- Montse Guallar, actriu
- Montserrat Abelló, poeta
- Montserrat Aguer Teixidor, filòloga i Creu de Sant Jordi
- Montserrat Armengou, periodista
- Montserrat Caballé, soprano
- Montserrat Carulla, actriu
- Montserrat Garriga, botànica
- Montserrat Gatell, política
- Montserrat Gibernau, catedràtica i escriptora de temes polítics
- Montserrat Gudiol, pintora
- Montserrat Julió i Nonell (1929-), actriu de teatre i de cinema
- Montserrat Martí i Bas (1916-2005), bibliotecària i Creu de Sant Jordi
- Montserrat Palau, filòloga
- Montserrat Pujolar, compositora
- Montserrat Roig, escriptora
- Montserrat Torrent, organista
- Montserrat Tura, metgessa cirurgiana i política
- Muntsa Alcañiz, actriu.
- etc.